# Wilhelm Eduard Weber
Wilhelm Eduard Weber, nemški fizik, * 24. oktober 1804, Wittenberg, Saška, (sedaj Nemčija), † 23. junij 1891, Göttingen, Nemčija.

## Življenje
Njegov oče Michael Weber je bil v Wittenbergu profesor teologije. Wilhelm je bil drugi od treh bratov. Starejši brat, Ernst Heinrich (1795–1878) je bil fiziolog in anatom, mlajši Eduard Friedrich (1806–1871) pa fiziolog in zdravnik. Po razpustitvi Univerze v Wittenbergu je oče leta 1815 odšel v Halle. Najprej ga je učil oče, kasneje pa so ga poslali učiti v zavetišče za sirote in klasično gimnazijo v Halleju. Nato je začel študirati na univerzi in se posvetil naravoslovju. Bil je zelo dober študent in se je iskazal po svojem izvirnem delu. Po doktoratu je postal privatni docent (Privatdozent) in kasneje izredni profesor naravoslovja v Halleju.
Leta 1831 so ga na Gaussovo priporočilo s sedemindvajsetimi leti imenovali za profesorja fizike na Univerzi v Göttingenu. Njegova predavanja so bila zanimiva, poučna in vzpodbudna. Menil je, da so za globlje razumevanje fizike in njeno uporabo v vsakdanjem življenju premalo zgolj predavanja z dodanimi poskusi. Zaman je v univerzitetnem laboratoriju spodbujal svoje študente, naj sami izvajajo poskuse. Pri triindvajsetih je skupaj s starejšim bratom Ernstom, profesorjem anatomije v Leipzigu, napisal knjigo o valovni teoriji in tekočinah, po kateri sta postala znana. V tem času je izdelal občutljive magnetometre in druge inštrumente za merjenje magnetizma.
Zelo se je zanimal za akustiko in je s tega področja objavil več člankov v revijah Poggendorffs Annalen, Schweiggerjevi Jahrbücher für Chemie und Physik in v glasbeni Carcilia. Sodeloval je tudi mlajšim bratom Eduardom, svoja raziskovanja pa sta objavila med letoma 1825 in 1838.
Zaradi svojih svobodomiselnih nazorov ga je hanoverska vlada odpustila in je nekaj časa potoval. Med drugim je obiskal Anglijo. Leta 1843 je postal profesor fizike v Leipzigu, kjer je ostal do leta 1849. Nato se je vrnil v Göttingen. 
Leta 1855 je z Dirichletom postal začasni predstojnik tamkajšnjega observatorija.

## Dosežki
Eno od njegovih najpomembnejših del je bil Atlas geomagnetizma (Atlas des Erdmagnetismus), niz zemljevidov o magnetizmu. Z njegovim prizadevanjem so ustanovili observatorije za proučevanje magnetizma. Njegovo delo o razmerju med elektrodinamičnimi in elektrostatičnimi enotami naboja je bilo zelo pomembno za razvoj Maxwellove elektromagnetne teorije svetlobe. Z Gaussom je proučeval magnetizem in leta 1864 je objavil svoje delo Elektrodinamične sorazmernostne meritve, ki je vsebovalo sistem absolutnih meritev za električne tokove. Te meritve so pomembne za prakso.

## Priznanja

### Nagrade
Kraljeva družba iz Londona mu je leta 1859 za njegove raziskave, objavljene v njegovem delu Maasbestimmungen, ter druge raziskave o elektriki, magnetizmu in akustiki podelila svojo Copleyjeveo medaljo.

### Poimenovanja
Po njem se imenuje izpeljana enota SI za magnetni pretok weber z oznako Wb, ter krater Weber na oddaljeni strani Lune.